# Rivière Dubois
Pour les articles homonymes, voir Dubois.
La rivière Dubois (désigné "rivière Chainey" jusqu'en 2006) est un affluent de la rivière Bécancour laquelle est un affluent de la rive sud du fleuve Saint-Laurent.
Ce ruisseau coule dans les municipalités de Saint-Adrien-d'Irlande, Irlande, dans la municipalité régionale de comté (MRC) des Appalaches, dans la région administrative de Chaudière-Appalaches, et Saint-Ferdinand de la MRC de L'Érable (Centre-du-Québec), au Québec, au Canada.

## Géographie
Les principaux bassins versants voisins de la rivière Dubois sont :
- côté nord : ruisseau Carrier, ruisseau Bullard, rivière Bécancour ;
- côté est : ruisseau Bullard, ruisseau Morency, rivière Bagot ;
- côté sud : rivière Bécancour, Lac à la Truite, ruisseau McLean ;
- côté ouest : rivière Bécancour.

La rivière Dubois prend sa source dans la municipalité de Saint-Adrien-d'Irlande, à 1,9 km au sud du hameau "Clapham", à 1,1 km au sud-est de la route 216 et à 0,3 km de la limite de la municipalité de Saint-Jean-de-Brébeuf.
À partir de sa zone de tête, la rivière Dubois coule sur 6,7 km répartis selon les segments suivants :
- 1,8 km vers le sud-ouest, jusqu'à la limite municipale entre Saint-Adrien-d'Irlande, Irlande ;
- 1,1 km vers le sud-ouest, jusqu'au pont de la route 216 ;
- 3,1 km vers le sud-ouest, jusqu'à la limite municipale entre Irlande et Saint-Ferdinand ;
- 0,7 km vers le sud-ouest, en traversant la route 165, jusqu'à sa confluence.

La rivière Dubois se déverse sur la rive est du lac William, lequel est traversé vers le nord par la rivière Bécancour. Cette confluence est située face au village de Bernierville et à 0,5 km de la confluence de la rivière Bécancour dont le courant entre par le sud du lac William.

## Toponymie
Le toponyme "rivière Dubois" a été officialisé le 12 juin 2006 à la Commission de toponymie du Québec.